# Épisodes de Star-Crossed
Cet article présente le guide des épisodes de la série télévisée américaine Star-Crossed.

## Diffusion
La série a été diffusée en France par la chaîne M6 en octobre et novembre 2014.

## Distribution

### Acteurs principaux
- Aimee Teegarden : Emery Whitehill
- Matt Lanter : Roman
- Grey Damon : Grayson Montrose
- Natalie Hall : Taylor
- Malese Jow : Julia Yeung
- Titus Makin Jr. : Lukas
- Chelsea Gilligan : Teri
- Greg Finley : Drake

### Acteurs secondaires
- Maggie Elizabeth Jones : Emery (jeune)
- Victoria Gabrielle Platt (en) : Gloria Valdez
- Brina Palencia (en) : Sophia
- Deena Dill (en) : Margaret Montrose
- Andrea Frankle : Michelle Whitehill
- Susan Walters : Maia
- Jay Huguley (en) : Ray Whitehill
- Johnathon Schaech : Castor
- Tahmoh Penikett : Jack Beaumont
- Stephanie Jacobsen : Eva Benton

## Épisodes

### Épisode 1:Premier Contact
- États-Unis : 17 février 2014 sur The CW[1]
- France : 27 octobre 2014 sur M6[2]
- Québec : 11 mars 2015  sur VRAK.TV(Section de soir)

- États-Unis : 1,28 million de téléspectateurs[3] (première diffusion)
- France : 1,4 million de téléspectateurs 16,4 % de part de marché[4] (première diffusion)

### Épisode 2:Le Nouvel Iksen
- États-Unis : 24 février 2014 sur The CW
- France : 28 octobre 2014 sur M6
- Québec : 18 mars 2015 sur VRAK.TV

- États-Unis : 1,14 million de téléspectateurs[5] (première diffusion)
- France : 730 000 téléspectateurs 14,9 % de part de marché[4] (première diffusion)

### Épisode 3:Le Jour de l'arrivée
- États-Unis : 3 mars 2014 sur The CW
- France : 28 octobre 2014 sur M6
- Québec : 25 mars 2015 sur VRAK.TV

- États-Unis : 1,12 million de téléspectateurs[6] (première diffusion)
- France : 490 000 téléspectateurs 17,2 % de part de marché[4] (première diffusion)

### Épisode 4:Une goutte d'espoir
- États-Unis : 10 mars 2014 sur The CW
- France : 28 octobre 2014 sur M6
- Québec : 1er avril 2015 sur VRAK.TV

- États-Unis : 1,04 million de téléspectateurs[7] (première diffusion)
- France : 360 000 téléspectateurs 19,5 % de part de marché[4] (première diffusion)

Roman découvre que son père utilisait un téléphone portable pour communiquer avec quelqu'un en dehors du secteur. Pour obtenir plus de renseignements, Roman s'adresse à Julia, ce qui rend Emery jalouse. Sophia rentre dans l'équipe de natation du lycée, avec l'approbation de Grayson et Emery, bien que Eric ne soit pas du tout de cet avis et Roman un peu réticent, vis-à-vis de la sécurité de sa sœur. Une bagarre s'ensuit entre les élèves du lycée Marschal (humains et Atryens) et leurs concurrents de la compétition de natation, car l'un d'eux a empoisonné Sophia...
À la fin de l'épisode, lassée d'attendre Roman (qui l'évite pour la protéger) Emery embrasse Grayson.

### Épisode 5:Le Passeur
- États-Unis : 17 mars 2014 sur The CW
- France : 3 novembre 2014 sur M6
- Québec : 8 avril 2015 sur VRAK.TV

- États-Unis : 1 million de téléspectateurs[8] (première diffusion)
- France : 845 000 téléspectateurs 10 % de part de marché[9] (première diffusion)

Les Atryens sont autorisés à passer une après-midi à  l'extérieur du secteur. Roman en profite donc pour creuser les détails de la mystérieuse vie de son père. Il rencontre Gloria qui lui avoue la liaison qu'elle entretenait avec son paternel...
Pour leur premier rendez-vous, Emery et Grayson sortent au cinéma mais Eric appelle celui-ci pour lui demander de l'aide, ce qui va envoyer Grayson au poste de police...
Drake est chargé d'une mission par les Trags, mais couche avec Taylor. Teri se mêle donc du job de son ami...
Lukas fait la cour à Sophia mais celle-ci lui avoue ses sentiments pour Taylor...

### Épisode 6:Le Bal des traîtres
- États-Unis : 24 mars 2014 sur The CW
- France : 3 novembre 2014 sur M6
- Québec : 13 avril 2015 sur VRAK.TV

- États-Unis : 880 000 téléspectateurs[10] (première diffusion)
- France : 439 000 téléspectateurs 9,4 % de part de marché[9](première diffusion)

Emery rencontre un reporter qui connait l'existence de la plante qui a sauvé Julia, car il a entendu les deux jeunes femmes en parler... Il lui demande donc un autre scoop sinon ce qu'il sait arrivera à l'oreille du grand public...
Les parents de Grayson organisent un gala de charité, et les amis de leur fils ainsi que les Atriens y sont invités...
Vega a chargé Drake d'une mission pendant la fête et Roman le suit pour vérifier qu'il ne fasse pas de bêtises. Drake lui avoue que les parents de Grayson sont les chefs des Red Hawks...Drake embrasse Taylor en croyant que c'est une Atriens. Emery dit au reporter qu'une de leur réunion se tiendra ce soir-là mais ne savait pas que la mère de Grayson y serait présente. Celle-ci sera envoyée en prison pour planification d'attentat, à la fin de l'épisode...

### Épisode 7:Un pas vers ton ennemi
- États-Unis : 31 mars 2014 sur The CW
- France : 3 novembre 2014 sur M6
- Québec : 22 avril 2015 sur VRAK.TV

- États-Unis : 1,04 million de téléspectateurs[11] (première diffusion)
- France : 245 000 téléspectateurs 9,9 % de part de marché[9](première diffusion)

Emery se rend compte des forts sentiments qu'elle a pour Roman alors qu'elle est toujours en couple avec Grayson, mais ne veut pas le quitter à cause de la situation familiale qu'a celui-ci...
Pendant ce temps, Zoé place une fleur de cyper noir dans la voiture de Taylor mais c'est Lukas qui est touché, et risque la mort...
Roman, Emery et Drake cherchent une solution pour sauver leur ami. Après avoir trouvé la plante remède, Drake tue Zoé...
Julia et Eric se rapprochent.

### Épisode 8:Dinaskyu
- États-Unis : 7 avril 2014 sur The CW
- France : 10 novembre 2014 sur M6
- Québec : 29 avril 2015 sur VRAK.TV

- États-Unis : 950 000 téléspectateurs[12] (première diffusion)
- France : 1,00 million de téléspectateurs 9,3 % de part de marché[13] (première diffusion)

C'est la fête de Dinaskyu, une sorte de noël pour les atriens  et chacun des 7 du lycée Marshall peut inviter un humain à se joindre à eux à la fête. Sophia invite Julia, et Roman invite Emery (bien sûr). Mais pour cela, Emery a du rompre avec Grayson, ce qui a fortement déplu à celui-ci.
Vega confie la mission à Drake de quitter le secteur, pour entreprendre la mission que menait Zoé en couverture. Il devra donc quitter le secteur le lendemain... Roman trouve une solution et "troque" la liberté de Drake contre un petit service. Ce petit étant de faire sortir quelqu'un de la "ruche".
Roman fait donc sortir une femme qui n'est autre que la mère de Drake.

### Épisode 9:Sous une pluie de météorites
- États-Unis : 14 avril 2014 sur The CW
- France : 10 novembre 2014 sur M6
- Québec : 6 mai 2015 sur VRAK.TV

- États-Unis : 760 000 téléspectateurs[14] (première diffusion)
- France : 631 000 téléspectateurs 9,6 % de part de marché[13] (première diffusion)

### Épisode 10:Quel est cet ouragan?
- États-Unis : 21 avril 2014 sur The CW
- France : 17 novembre 2014 sur M6
- Québec : 13 mai 2015 sur VRAK.TV

- États-Unis : 810 000 téléspectateurs[15] (première diffusion)
- France : 554 000 téléspectateurs 10,5 % de part de marché[16] (première diffusion)

Dans cet épisode, deux couples rompent et deux autres se forment...
Un Ouragan frappe la ville alors que tout le monde est au lycée. Les élèves sont donc coincés dans la cafétéria, et Teri , jalouse de la relation d'Emery et de Roman, verse une drogue dans le verre de celui-ci, ce qui le met dans un état second, où il dit et fait des choses qu'il ne pense pas. Il dit des choses très blessantes à Emery et commence à coucher avec Terry croyant que c'était Emery, celle-ci les surprend juste après que Roman ai repoussé Teri.
Grayson continue à faire du chantage à Drake, et l'oblige à lui dire un nom d'un Trag... Il l'oblige aussi à faire quelque chose qui lui déplait fortement.

### Épisode 11:Qu'on me donne une torche
- États-Unis : 28 avril 2014 sur The CW
- France : 17 novembre 2014 sur M6
- Québec : 20 mai 2015 sur VRAK.TV

- États-Unis : 830 000 téléspectateurs[17] (première diffusion)
- France : 275 000 téléspectateurs 9,7 % de part de marché[16](première diffusion)

Une des humaines est enceinte d'un Atrien... Mais Vartan le découvre aussi. Il le dit à Grayson, qui doute...
Drake et Roman veulent monter Castor et Vega l'un contre l'autre et pour ce faire, ils font exploser une réserve Trag avec des bombes de Castor. La guerre est donc déclarée mais Teri sauve Castor des Trags.

### Épisode 12:L'union fait la force
- États-Unis : 5 mai 2014 sur The CW
- France : 24 novembre 2014 sur M6
- Québec : 27 mai 2015 sur VRAK.TV

- États-Unis : 870 000 téléspectateurs[18] (première diffusion)
- France : 493 000 téléspectateurs 10,6 % de part de marché[19] (première diffusion)

Roman et Drake découvrent que les Trags construisent une dangereuse machine secrète appelée Suvec. Il demande de l'aide à Sophia, Lukas, Grayson et Emery pour l'enlever des mains des Trags, et la sortir de secteur...
Teri se rapproche de Castor qui lui donne sa confiance et la clé des Hixens....

### Épisode 13:Le Dernier Combat
- États-Unis : 12 mai 2014 sur The CW[20]
- France : 24 novembre 2014 sur M6
- Québec : 3 juin 2015 sur VRAK.TV

- États-Unis : 830 000 téléspectateurs[21] (première diffusion)
- France : 237 000 téléspectateurs 8,7 % de part de marché[19] (première diffusion)

Emery trouve Roman blessé dans sa grange et part dans le secteur pour trouver de quoi le soigner, et une personne inattendue viendra l'aider...
Grayson, Drake, Sophia et Lukas doivent trouver le Suvek pour empêcher Vera par l'intermédiaire de Zoé, d'accomplir son plan, qui est de détruire l'espèce humaine. C'est le mardi gras, et Vera en profite donc, car il y a beaucoup de foule...